# Leichtathletik-Weltmeisterschaften 2017/Teilnehmer (Uganda)
| Gelbes Symbol für Goldmedaillen mit stilisierten Olympischen Ringen | Graues Symbol für Silbermedaillen mit stilisierten Olympischen Ringen | Braundes Symbol für Bronzemedaillen mit stilisierten Olympischen Ringen |
| ------------------------------------------------------------------- | --------------------------------------------------------------------- | ----------------------------------------------------------------------- |
| —                                                                   | 1                                                                     | —                                                                       |

Aus Uganda wurden acht Athletinnen und 14 Athleten für die Leichtathletik-Weltmeisterschaften in London nominiert.

## Ergebnisse

### Frauen

#### Laufdisziplinen
| Athletin            | Disziplin        | Vorlauf      | Vorlauf | Halbfinale         | Halbfinale         | Finale             | Finale             |
| Athletin            | Disziplin        | Zeit         | Platz   | Zeit               | Platz              | Zeit               | Platz              |
| ------------------- | ---------------- | ------------ | ------- | ------------------ | ------------------ | ------------------ | ------------------ |
| Docus Ajok          | 800 m            | 2:02,98 min  | 34      | 2:02,00 min        | 21                 | nicht qualifiziert | nicht qualifiziert |
| Halimah Nakaayi     | 800 m            | 2:01,80 min  | 23      | 2:01,74 min        | 19                 | nicht qualifiziert | nicht qualifiziert |
| Winnie Nanyondo     | 800 m            | 2:02,65 min  | 29      | nicht qualifiziert | nicht qualifiziert | nicht qualifiziert | nicht qualifiziert |
| Esther Chebet       | 1500 m           | 4:14,12 min  | 40      | nicht qualifiziert | nicht qualifiziert | nicht qualifiziert | nicht qualifiziert |
| Peruth Chemutai     | 3000 m Hindernis | 9:43,04 min  | 20      |                    |                    | nicht qualifiziert | nicht qualifiziert |
| Mercyline Chelangat | 5000 m           | 15:16,75 min | 22      |                    |                    | nicht qualifiziert | nicht qualifiziert |
| Stella Chesang      | 5000 m           | 15:23,02 min | 24      |                    |                    | nicht qualifiziert | nicht qualifiziert |
| Mercyline Chelangat | 10.000 m         |              |         |                    |                    | 31:40,48 min PB    | 13                 |

### Männer

#### Laufdisziplinen
| Athlet                  | Disziplin        | Vorlauf        | Vorlauf | Halbfinale         | Halbfinale         | Finale             | Finale             |
| Athlet                  | Disziplin        | Zeit           | Platz   | Zeit               | Platz              | Zeit               | Platz              |
| ----------------------- | ---------------- | -------------- | ------- | ------------------ | ------------------ | ------------------ | ------------------ |
| Salim Abu Mayanja       | 800 m            | 1:48,11 min    | 35      | nicht qualifiziert | nicht qualifiziert | nicht qualifiziert | nicht qualifiziert |
| Ronald Musagala         | 1500 m           | 3:42,75 min    | 15      | 3:42,01 min        | 21                 | nicht qualifiziert | nicht qualifiziert |
| Jacob Araptany          | 3000 m Hindernis | 8:25,86 min    | 15      |                    |                    | 8:49,18 min        | 14                 |
| Albert Chemutai         | 3000 m Hindernis | 8:23,18 min PB | 8       |                    |                    | 8:25,94 min        | 10                 |
| Boniface Abel Sikowo    | 3000 m Hindernis | 8:43,86 min    | 35      |                    |                    | nicht qualifiziert | nicht qualifiziert |
| Jacob Kiplimo           | 5000 m           | 13:30,92 min   | 22      |                    |                    | nicht qualifiziert | nicht qualifiziert |
| Stephen Kissa           | 5000 m           | 13:32,86 min   | 29      |                    |                    | nicht qualifiziert | nicht qualifiziert |
| Joshua Kiprui Cheptegei | 10.000 m         |                |         |                    |                    | 26:49,93 min       | Silber             |
| Moses Kurong            | 10.000 m         |                |         |                    |                    | 27:50,71 min       | 18                 |
| Timothy Toroitich       | 10.000 m         |                |         |                    |                    | 27:21,09 min       | 14                 |
| Robert Chemonges        | Marathon         |                |         |                    |                    | 2:21:24 h          | 43                 |
| Munyo Solomon Mutai     | Marathon         |                |         |                    |                    | 2:13:29 h          | 12                 |